# Witley Court

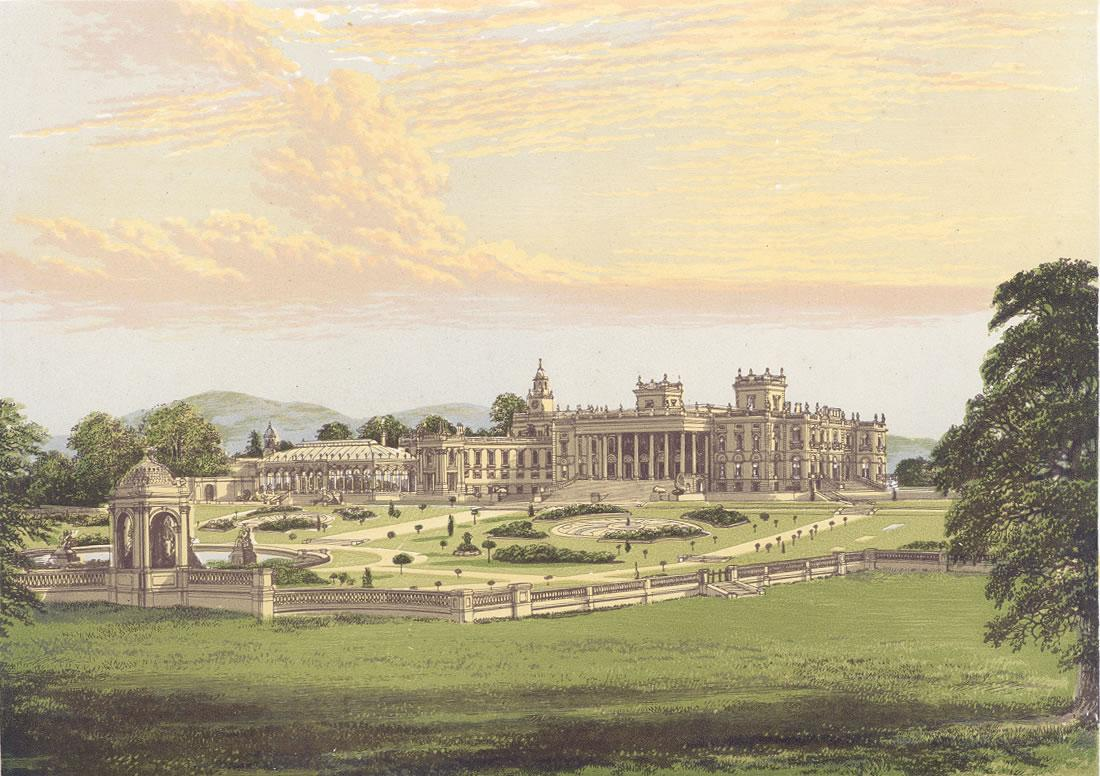
Witley Court 1880

Whitley Court war ein Landsitz in Worcestershire, von dem heute nur noch eine Ruine steht.

## Geschichte
Thomas Foley (1616–1677) aus einer Familie von Nagelschmieden, reich geworden durch die Herstellung von Waffen, insbesondere Kanonen, erwarb den Landsitz 1655. Er riss das mittelalterliche Herrenhaus ab und baute ein Ziegel-Haus im Jakobinischen Stil. Es wurde im 18. Jahrhundert durch ein Georgianisches Herrenhaus ersetzt. Zu Beginn des 19. Jahrhunderts fügte der Architekt John Nash einen monumentalen Portikus für den Südflügel hinzu.

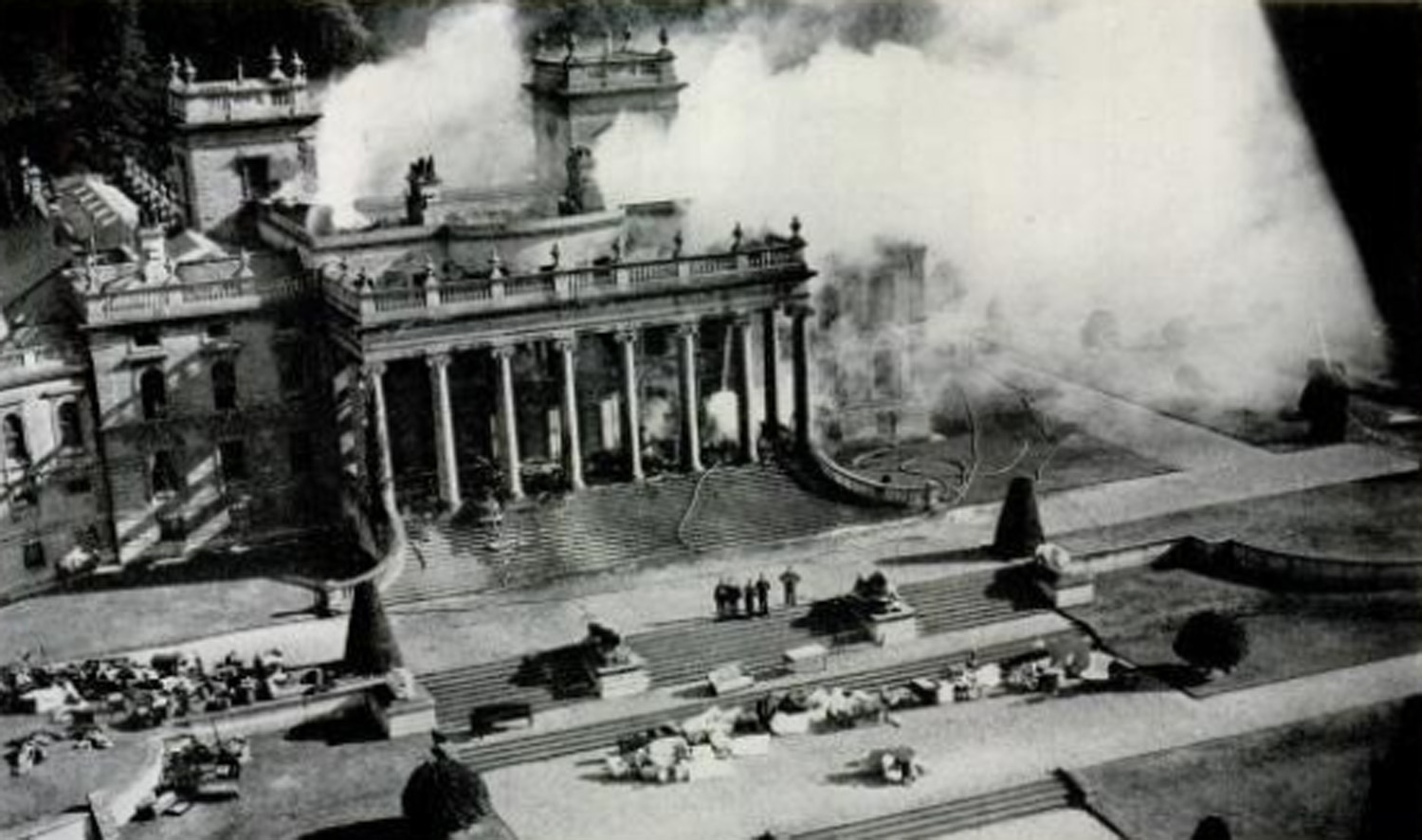
Brand des Herrenhauses 1937

Der Industrielle William Ward, Graf von Dudley erbte das Haus 1846 und ließ es weiter vergrößern. Er ließ die Gärten durch William Nesfield gestalten. Dieser ließ sich von den barocken Gärten der Tuilerien, Fontainebleau und Jardin du Luxembourg der Maria von Medici inspirieren, und richtet aufwendige formale Gärten ein, von denen noch Spuren sichtbar sind. Am Südflügel befand sich eine damals berühmte Orangerie, die so groß war wie die von Chatworth. Dudleys Sohn, der Politiker William Humble Ward, 2. Earl of Dudley erbte das Haus 1885. Er büßte das Familienvermögen weitgehend ein und musste das Anwesen 1920 an den geadelten Teppichhersteller Herbert Smith (1872–1943) verkaufen. 1937 brannte ein Teil des Hauses ab und wurde nie wieder aufgebaut, da sich die Versicherung weigerte zu zahlen. 1954 erwarb ein Antiquitätenhändler das Haus und schlachtete es aus, so dass auch die nicht vom Feuer betroffenen Teile des Gebäudes zu Ruinen wurden und heute im Wesentlichen nur noch die Außenmauern erhalten sind. Pläne für einen Abriss scheiterten, und 1972 übernahm das Umweltministerium das Anwesen. Seit 1984 gehört es English Heritage. 2024 betrug die Besucherzahl etwa 55.000 Personen.
Im Video zu dem 1967 veröffentlichten Lied A Whiter Shade of Pale sind die Mitglieder der Band Procol Harum vor den Ruinen des Landsitzes zu sehen.

## Gärten

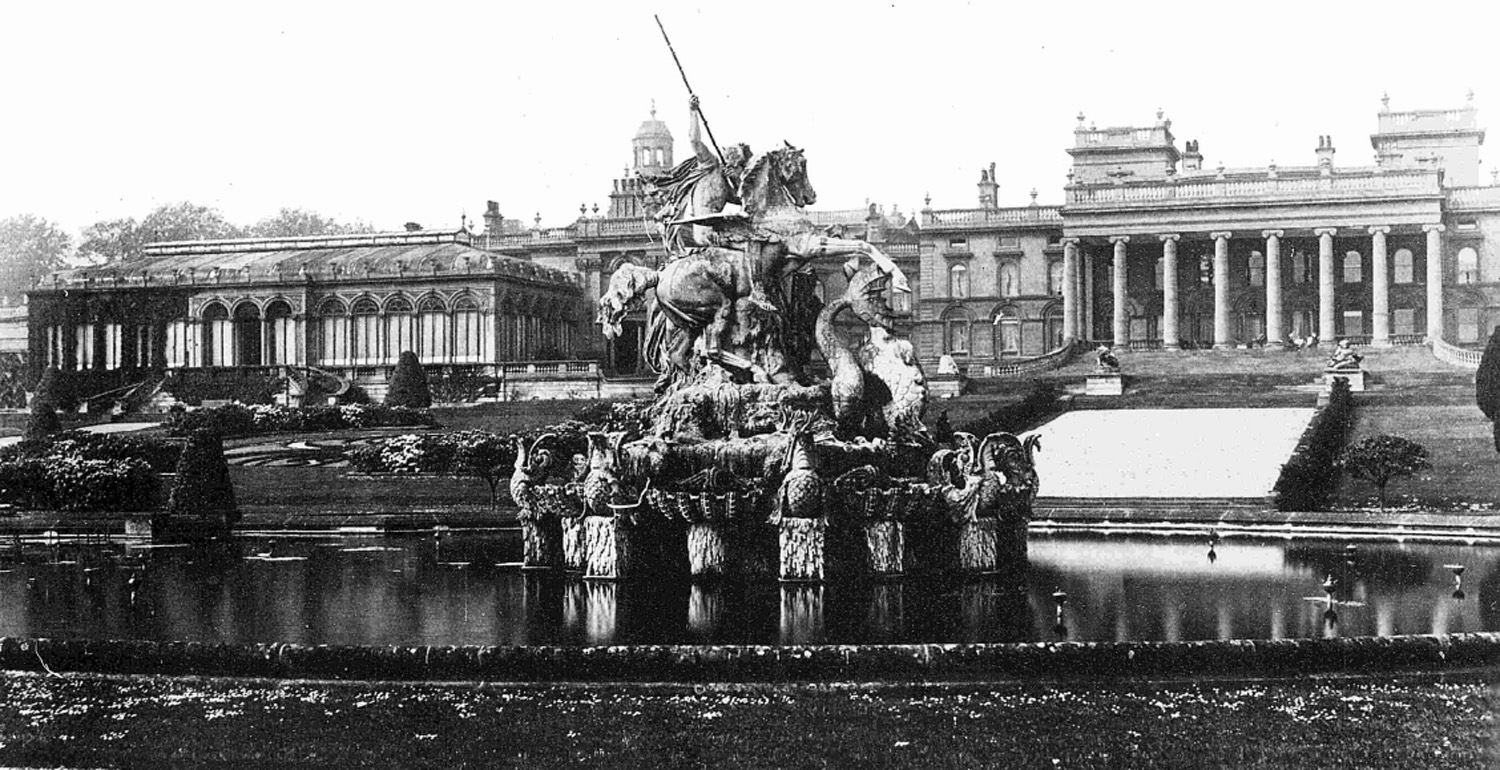
Perseus-Brunnen 1897

Der Teich hinter dem Haus enthält den größten Springbrunnen Europas. Er ist aus einem einzigen Steinblock gehauen und zeigt Perseus und Andromeda. Seine Fontäne war 36 m hoch. Der Garten enthält den Jerwood Sculpture Park mit Werken von Lynn Chadwick, Antony Gormley und Elizabeth Frink.